# 邓亦武
邓亦武（1965年10月—），男，湖南攸县人，湖南省粮食学校毕业。2019年起任中国储备粮管理集团有限公司董事长、党组书记。